# Glenwood Springs
Glenwood Springs je město ve Spojených státech amerických. Nachází se v okrese Garfield County, jehož je zároveň správním městem, ve státě Colorado. Ve městě žije přibližně 10 000 obyvatel a jeho rozloha činí 14,7 km². Leží na soutoku řek Roaring Fork River a řeky Colorado v nadmořské výšce asi 1 750 m n. m. Je známé pro své termální prameny.
Na konci 19. století ve městě trávil léto prezident Spojených států amerických Teddy Roosevelt. Dva kampusy má ve městě Colorado Mountain College a studijní program sociální práce pak ve městě také nabízí University of Denver.